# Carmen Martínez Sierra
Carmen Martínez Sierra (Madrid, 3 de mayo de 1904-Ib., 7 de noviembre de 2012) fue una cantante lírica y actriz española de cine, teatro y televisión, decana de los artistas españoles y la más longeva de su gremio.

## Biografía
Empezó a trabajar en el teatro con solo dieciséis años en 1920. Sus primeros años como intérprete transcurrieron sobre los escenarios, cultivando el género lírico en montajes como Tosca (1952), Madame Butterfly (1953) o La canción del amor mío (1958).
Entrada la década de 1960, se centró en la interpretación, combinando cine, teatro y televisión. Sobre las tablas, pueden mencionarse sus intervenciones en La casamentera (1960) de Thornton Wilder  o Así es (si así os parece) (1956) de Luigi Pirandello,  ambas dirigidas por José Luis Alonso. Además, formó parte del elenco, que bajo las órdenes de Miguel Narros puso en escena La marquesa Rosalinda, de Valle-Inclán en 1970 en el Teatro Español. Otras piezas en las que participó, incluyen el estreno de Spain's strip-tease (1970) de Antonio Gala, El visón volador (1974) de Jaime Azpilicueta y ¡Sublime decisión! (1984) de Miguel Mihura, junto a Verónica Forqué.
Había debutado en el cine a la tardía edad de 53 años, con la película El Tigre de Chamberí, dirigida por Pedro Luis Ramírez y protagonizada por Tony Leblanc. Pronto se especializó en papeles cómicos, siempre como actriz de reparto. Entre sus más de 100 títulos trabajó con grandes directores españoles, como Basilio Martín Patino, Juan de Orduña, Pedro Masó, Pedro Lazaga o Antonio Mercero.
De su paso por la pequeña pantalla cabe señalar que comenzó en 1957, el primer año de vida del medio, en la obra Llegada de noche, dirigida por Juan Guerrero Zamora, e intervino en series tan populares como Felipito Takatun, dando vida a la madre de Joe Rígoli, La casa de los Martínez, Anillos de oro, Verano azul, Los ladrones van a la oficina o Manos a la obra.
El 16 de julio de 2011 Concha Velasco, presentadora de Cine de barrio, realizó a la actriz (que contaba con 107 años en ese momento) una entrevista como presentación de la película Ésta que lo es que protagonizó en 1974 con Arturo Fernández y Lina Morgan. En esta ocasión ella misma recordó que su debut, en 1942, fue como mezzosoprano en Rigoletto, Madame Butterfly, Cavalleria rusticana y muchas otras, siendo la época en la que el tenor canario Alfredo Kraus la escuchó, proponiéndole que se incorporase a su compañía, con la que recorrió medio mundo.
Tenía dos hijas y una nieta. Gozando de una gran lucidez mental, sus últimos años los pasó en una residencia de ancianos en Madrid, su ciudad natal, en la que falleció mientras dormía el 6 de noviembre de 2012, a los 108 años de edad.
Fue incinerada el 7 de noviembre de 2012 en el Cementerio de La Almudena de Madrid.

## Filmografía
| - Pintadas (1996) - Supernova (1993) - Aquí, el que no corre...vuela (1992) - Canción triste de... (1989) - Don Cipote de la Manga (1985) - El cura ya tiene hijo (1984) - La zorra y el escorpión (1984) - La de Troya en el Palmar (1984) - Mar brava (1983) - Heartbreaker (1983) - Y del seguro... líbranos Señor! (1983) - Loca por el circo (1982) - Las chicas del bingo (1982) - Un rolls para Hipólito (1982) - Los líos de Estefanía (1982) - Gay Club (1981) - La invasión de los zombies atómicos (1980) - El divorcio que viene (1980) - El alcalde y la política (1980) - Riego sanguíneo (1980) - Jóvenes viciosas (1980) - Un cero a la izquierda (1980) - Tres en raya (1979) - Historia de 'S' (1979) - Los energéticos (1979) - Aventuras de Pinín y sus amigos (1979) - ¿Pero no vas a cambiar nunca, Margarita? (1978) - Deseo carnal (1978) - Estimado Sr. juez... (1978) - Acto de posesión (1977) - Chely (1977) - Estoy hecho un chaval (1977) - Secretos de alcoba (1977) - Eva, limpia como los chorros del oro (1977) - Caperucita y Roja (1977) - Ésta que lo es... (1977) - Nosotros que fuimos tan felices (1976) - Cuando los maridos se iban a la guerra (1976) - El señor está servido (1976) - A la Legión le gustan las mujeres (...y a las mujeres les gusta la Legión) (1976) - La lozana andaluza (1976) | - Haz la loca... no la guerra (1976) - Bruja, más que bruja (1976) - Las cuatro novias de Augusto Pérez (1976) - Yo no perdono un cuerno (1975) - El último tango en Madrid (1975) - Un lujo a su alcance (1975) - Una abuelita de antes de la guerra (1975) - Como matar a papá... sin hacerle daño (1975) - Terapia al desnudo (1975) - Polvo eres... (1974) - La mujer con botas rojas (1974) - Las obsesiones de Armando (1974) - Sex o no sex (1974) - Matrimonio al desnudo (1974) - Cinco almohadas para una noche (1974) - Un curita cañón (1974) - Fondue de queso (1974) - Me has hecho perder el juicio (1973) - No encontré rosas para mi madre (1973) - La curiosa (1973) - El audaz aventurero (1973) - Pena de muerte (1973) - Guapo heredero busca esposa (1972) - El padre de la criatura (1972) - Las petroleras (1971) - Las Ibéricas F.C. (1971) - Carmen Boom (1971) - La casa de los Martínez (1971) - Nada menos que todo un hombre (1971) - El astronauta (1970) - Enseñar a un sinvergüenza (1970) - ¡Se armó el belén! (1970) - La tonta del bote (1970) - Del amor y otras soledades (1969) - Cuatro noches de boda (1969) - Verano 70 (1969) - Jugando a morir (1966) - El cerro de los locos (1960) - El Tigre de Chamberí (1957) |

## Televisión
| - Abierto 24 horas - De sol a sol (5 de enero de 2000) - Manos a la obra - Dos y dos son muchos (5 de noviembre de 1998) - Pleno al quince (15 de abril de 1999) - Benito piscinas (10 de junio de 1999) - El amor mueve tabiques (24 de junio de 1999) - Los ladrones van a la oficina - El aparato japonés (16 de marzo de 1994) - Corazón tan blando (15 de febrero de 1995) - Punto y aparte (15 de marzo de 1995) - Schsst... secreto (13 de septiembre de 1995) - Prudencia temeraria (11 de octubre de 1995) - Cuarenta años de carnet (22 de noviembre de 1995) - La forja de un rebelde - 30 de marzo de 1990 - 6 de abril de 1990 - Eva y Adán, agencia matrimonial - ¿Estás depre, papá? (1 de enero de 1990) - ¿Cuento contigo, socio? (23 de septiembre de 1990) - Galería de asesinos (23 de diciembre de 1990) - Clase media - Los que no tenemos reales (1 de enero de 1987) - Anillos de oro - Una hermosa fachada (28 de octubre de 1983) - Verano azul - A lo mejor (25 de octubre de 1981) | - Curro Jiménez - El secuestro (2 de febrero de 1977) - Un, dos, tres... responda otra vez (1976-1977) - El teatro - La locura de Don Juan (6 de enero de 1975) - Los maniáticos - Un telemelodrama (6 de agosto de 1974) - Los pintores del Prado - Murillo: La Virgen Niña (12 de junio de 1974) - Estudio 1 - Vamos a contar mentiras (29 de diciembre de 1972) - La hora de la fantasía (24 de noviembre de 1975) - El caso de la mujer asesinadita (17 de enero de 1979) - La Venus de Milo (15 de junio de 1980) - La cabina (1972) - A través de la niebla - La dama de Barbarelli (6 de diciembre de 1971) - Fábulas - La alforja (7 de febrero de 1970) - Teatro de siempre - Un marido de ida y vuelta (1 de mayo de 1969) - Novela - El malvado Carabel (31 de enero de 1966) - Tiempo y hora - Ustedes los jóvenes (1 de enero de 1966) - Sábado 64 - Dentro de mí (21 de noviembre de 1964) - Gran teatro - Vive como quieras (28 de diciembre de 1961) - Ni pobre ni rico, sino todo lo contrario (8 de marzo de 1962) |